# Fædrelandet (1939–1945)
Fædrelandet var en dansk nazistisk tidning, utgiven 9 januari 1939 till 4 maj 1945, och ett språkrör för Danmarks Nationalsocialistiske Arbejderparti (DNSAP). Den förespråkade en nazistisk regeringsmakt i Danmark och bedrev angivarverksamhet. Den uppnådde en upplaga på c:a 14 000 år 1943. Den stängdes av den danska motståndsrörelsen 4 maj 1945.
Framträdande personer som var verksamma på tidningen var Helge Bangsted, Harald Bergstedt samt bröderna Poul och Aage Nordahl-Petersen.